# كش (طالقان)
كش هي قرية في مقاطعة طالقان، إيران. عدد سكان هذه القرية هو 168 في سنة 2006.